# Rajar
Rajar je priimek več znanih oseb:
- Breda Rajar (*1962), prevajalka
- Janko Rajar (Rajer) (1872-1943), veterinar, politik
- Rudi (Rudolf) Rajar (*1940), gradbenik, univ. profesor (FGG)